# فوران ۱۸۸۳ آتشفشان کراکاتوآ
فوران ۱۸۸۳ آتشفشان کراکاتوآ (اندونزیایی: Letusan Krakatau 1883) در تنگه سوندا از ۲۰ تا ۲۱ اکتبر روی داد و در ساعت‌های پایانی صبح ۲۷ اوت به اوج خود رسید که در آن زمان بیش از ۷۰٪ از جزیره کراکاتوآ و مجمع‌الجزایرهای پیرامونی آن با فروریختن در کاسه آتشفشانی از بین رفتند.
این فوران یکی از مرگ‌بارترین و مخرب‌ترین رویدادهای آتشفشانی در تاریخ مکتوب بود. صدای انفجار این فوران تا فاصله ۳٬۱۱۰ کیلومتری در پرث در استرالیای غربی و جزیره رودریگز در نزدیکی موریس و در فاصله ۴٬۸۰۰ کیلومتری نیز شنیده شد. فشار موج صوتی این انفجار بیش از سه بار به دور کره زمین چرخید. حداقل ۳۶٬۴۱۷ مورد مرگ به این فوران و سونامی ناشی از آن نسبت داده شده‌است.
تأثیرات قابل توجه دیگری نیز در سراسر جهان در روزها و هفته‌های پس از فوران آتشفشان احساس شد. فعالیت‌های لرزه‌ای بیشتری نیز تا فوریه ۱۸۸۴ گزارش شد ولی گزارش‌های پس از اکتبر ۱۸۸۳ در تحقیقات بعدی توسط راجر وربیک در مورد فوران رد شدند.